# Sluten bakre orundad vokal
Sluten bakre orundad vokal är ett språkljud. I internationella fonetiska alfabetet skrivs det med tecknet [ɯ].
|  |
|  |